# Линейные крейсера типа «Конго»
«Конго» — тип линейных крейсеров японского императорского флота. Всего построено 4 единицы — «Конго» (金剛), «Хиэй» (比叡), «Кирисима» (霧島), «Харуна» (榛名).

## История создания

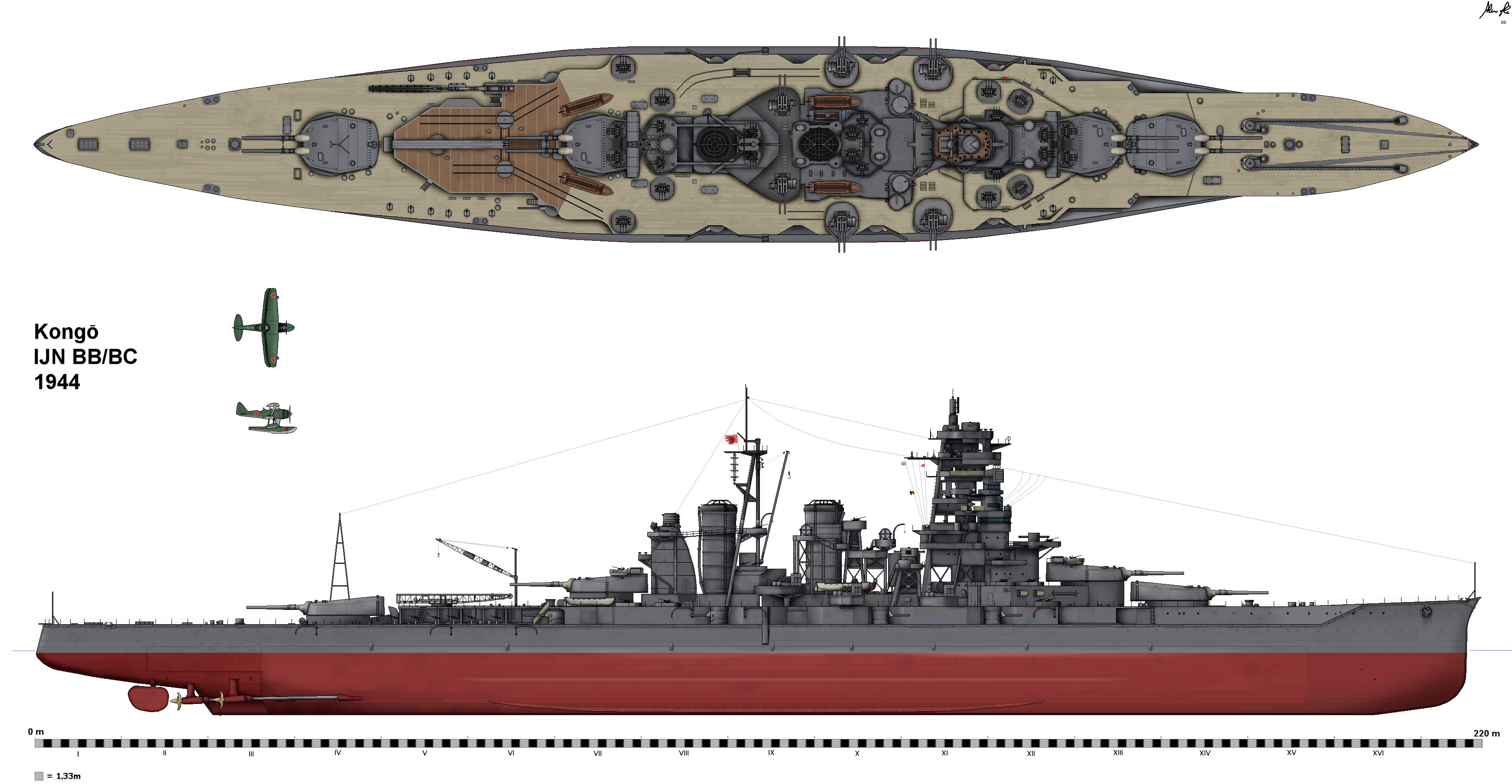
Линейный крейсер «Конго». 1944 г. Схема.

К проектированию первых линейных крейсеров в Японии приступили в 1908 году. Все работы велись силами Морского технического департамента, а ориентиром для разработчиков служили официально объявленные характеристики первого британского линейного крейсера «Инвинсибл» (Invincible). В соответствии с этим крейсер должен был иметь водоизмещение 18 650 тонн, скорость 25 узлов и главный калибр из четырёх 305-мм и восьми 254-мм орудий. После того как стали известны истинные характеристики британского корабля, проект был изменён. Теперь будущий «Конго» должен был иметь водоизмещение 18 750 тонн, скорость 26,5 узлов и однородный главный калибр из десяти 305-мм орудий. Первый корабль серии предполагалось заложить в 1911 году. Тем временем британцы не останавливались на достигнутом и заложили линейный крейсер «Лайон» (Lion) в сравнении с которым все проекты японцев выглядели очень слабыми.
В сложившейся ситуации японский флот обратился к британской фирме «Виккерс» с просьбой о разработке проекта при условии постройки головного корабля на британских верфях. Проект был разработан под руководством британского кораблестроителя Джорджа Тёрстона (Georges Thurston), который создал проект близкий к новейшему британскому линейному крейсеру «Тайгер» (Tiger). Вскоре после закладки головного «Конго» между Японией и «Виккерсом» был заключён контракт предусматривавший передачу основных технологий. В течение 1911—1912 годов на японских верфях было заложено ещё три корабля типа «Конго».
Окончательная конструкция крейсеров представляла улучшенную версию типа Lion водоизмещением около 27 940 тонн (27 500 длинных тонн). Они вооружались восемью 14-дюймовыми орудиями, установленных в четырех двуорудийных башнях (две в носовой части и две в корме) и имели максимальную скорость 27,5 узлов.
В результате этого, Япония получила линейные крейсера, считавшиеся даже более мощными, нежели новейшие британские, что вызвало небольшой скандал в английской прессе.

## Конструкция
Корпус «Конго» в основном повторял корпус «Лайона», но имел клиперный форштевень. Большим, чем на британских кораблях был и развал бортов, что было сделано для лучшей мореходности. Подводную часть форштевня «Конго» сделали прямой в отличие от бульбообразной на «Лайоне». Это уменьшило длину японского крейсера почти на 1,5 метра, а ширина была на 1,65 метра больше, чем у «Лайона».

### Вооружение

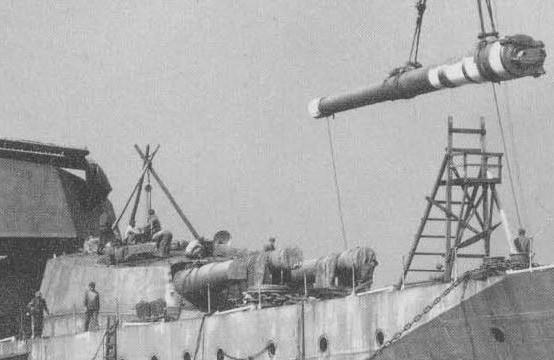
Установка 14-дюймового орудия на Харуне

Четыре двухорудийные башни с 356-мм орудиями, с наибольшим углом возвышения 25 °, размещались в диаметральной плоскости корабля — две в носовой части, одна за третьей дымовой трубой и одна в корме, третья башня располагалось между котельными и машинными отделениями.
Орудия вспомогательного калибра — шестнадцать 6-дюймовых (152 мм) пушек располагались в казематах.
На крейсера устанавливались восемь 21-дюймовых (533 мм) торпедных аппаратов.

### Силовая установка
Главные механизмы «Конго» Главная силовая установка состояла из двух комплектов турбин Парсонса (на «Харуна» Браун-Кертис) общей мощностью 64 000 л. с. с прямым приводом на четыре трехлопастных винта. В каждый комплект входили турбины высокого давления с приводом на внешние валы и объединённые между собой турбины низкого давления переднего и заднего хода, вращавшие внутренние валы. Расположение котельных и машинных отделений по сравнению с «Лайнолом» изменилось — четыре котельных отсека были сгруппированы в средней части корпуса; продольная переборка в диаметральной плоскости делила их на восемь котельных отделений. Пар для турбин вырабатывали 36 котлов Ярроу с трубками большого диаметра смешанного отопления. «Конго» был способен развить ход 27,5 узлов. Наибольший запас топлива составлял 4200 тонн угля и 1000 тонн мазута, что позволяло иметь дальность плавания в 8000 миль на 14-узловом ходу.

## Модернизации
Причины, вызвавшие модернизацию линейных крейсеров типа «Конго», были обычными — корабли стали достаточно стары. Но, помимо этого, конкретно для них имелись и другие соображения.
При модернизации в целях обеспечения улучшенной подводной защиты в районе артиллерийских погребов и машинных отделений вдоль бортов — внутри или прямо поверх обшивки корпуса навешивалось от трех до четырёх слоев 25,4-мм плит из высокопрочной стали «НТ» (High Tensile steel). Борта «Конго» были оборудованы булями с целью увеличения живучести, а также создания дополнительного запаса плавучести. Внутри були заполнялись стальными трубами, предназначенными для погашения энергии подводного взрыва. В районе котельных отделений устанавливались продольные переборки толщиной 76 мм — данная защита была рассчитана на противостояние взрыву 200-кг заряда тротила.

Несмотря на то, что защита корабля и модернизировалась с целью противостоять попаданиям 356-мм снарядов на дистанциях от 20 000 до 25 000 метров, следует признать, что такое бронирование оказалось явно недостаточным. Особенно это касалось вертикального бронирования, которое было слабейшим местом «Конго», поскольку подвергалось наименьшим переделкам с момента вступления корабля в строй.
В итоге японцы сделали весьма нелицеприятный для себя вывод: бронирование «Конго» может быть пробитым снарядами американских линкоров практически с любой дистанции.

Поскольку по условиям Вашингтонского договора достичь паритета в линейных силах с основными противниками на Тихом океане — США и Великобритании — не удалось, японский флот традиционно придавал большое значение ночным боям накануне сражения. С помощью этой тактики, японские адмиралы намеревалось торпедными атаками эсминцев вывести из строя линейные корабли неприятеля с тем, чтобы свести на нет превосходство противника в артиллерии перед решительным боем. Для выполнения этой задачи требовалось прорвать внешнее кольцо кораблей, прикрывающих главные силы противника.
Линейные крейсера типа «Конго» могли стать кораблями для выполнения этой тактической задачи, благодаря высокой скоростью, практически не уступавшей скорости эскадренных миноносцев и лёгких крейсеров. На них возлагалось совместно с легкими силами уничтожение тяжёлых крейсеров с тем, чтобы обеспечить прорыв эсминцев сквозь эскадренное кольцо. Для успешнго выполнения этой задачи существовала необходимость увеличить скорость хода крейсеров типа «Конго» до 30 узлов.
Программа модернизации началась с «Харуны» в 1933 году. После него приступили к перестройке «Киришимы», а затем «Конго». Работы на нем начались 1 июня 1935 года в Йокосуке. В результате максимальная скорость «Конго» выросла до 30 узлов. После окончания работ эти корабли классифицировались как быстроходные линкоры.
Старые котлы на «Конго» заменили на восемь котлов с нефтяным отоплением типа «Кампон» с большей паропроизводительностью. Каждый из них находился в отдельном отсеке. Четыре паровые турбины Парсонса прямого действия заменили на четыре турбины с зубчатой передачей Морского Технического департамента с общей мощностью 136 000 л. с.
Значительное изменение претерпело вооружение. Углы возвышения 152-мм орудий увеличили с 15° до 30°. Спаренные 40-мм автоматы заменили на десять спаренных 25-мм Тип 96 автоматов. Для компенсации веса из носового каземата удалили два 152-мм орудия, а также сняли все торпедные аппараты.

## Представители
| Название            | Место постройки                  | Закладка       | Спуск на воду   | Вступление в строй | Судьба |
| ------------------- | -------------------------------- | -------------- | --------------- | ------------------ | --- |
| Конго (яп. 金剛)    | Верфь Vickers, Барроу-ин-Фернесс | 17 января 1911 | 18 мая 1912     | 16 августа 1913    | Потоплен в Восточно-Китайском море 21 ноября 1944 года подводной лодкой USS Sealion (SS-315)                  |
| Хиэй (яп. 比叡)     | Арсенал флота, Йокосука          | 4 ноября 1911  | 21 ноября 1912  | 4 августа 1914     | Потоплен 13 ноября 1942 года в ходе Морского сражения за Гуадалканал.                                         |
| Кирисима (яп. 霧島) | Верфь "Мицубиси", Нагасаки       | 17 марта 1912  | 1 декабря 1913  | 19 апреля 1915     | Потоплен 15 ноября 1942 года в ходе Морского сражения за Гуадалканал.                                         |
| Харуна (яп. 榛名)   | Верфь "Кавасаки", Кобе           | 16 марта 1912  | 14 декабря 1913 | 19 апреля 1915     | Потоплен авиацией в ходе бомбардировки Куре 28 июля 1945 года; поднят со дна и отправлен на слом в 1946 году. |

## Служба
«Конго»

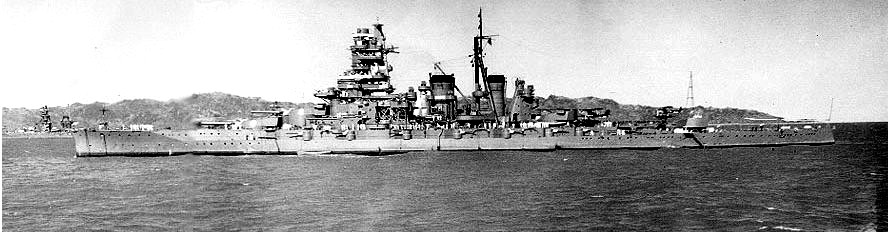
«Кирисима» у берегов Китая. 1938 г.

После вступления в строй входил в состав Второго флота. В 1929—1931 годах прошёл первую модернизацию, в ходе которой было усилено горизонтальное бронирование, улучшено вооружение и установлены новые котлы. Корабль стал официально именоваться линкором. В 1936-37 годах прошёл вторую модернизацию, включавшую замену силовой установки и оснащение 127-мм зенитными орудиями. В 1939—1940 годах принимал участие в войне с Китаем.
В начале Второй мировой войны осуществлял прикрытие японских десантных сил в Южно-Китайском море. С февраля 1942 года входил в состав Ударного авианосного соединения вице-адмирала Нагумо. 1 марта 1942 года совместно с тяжёлым крейсером «Тикума» потопил американский эсминец «Эдселл» (Edsall).
«Хиэй»

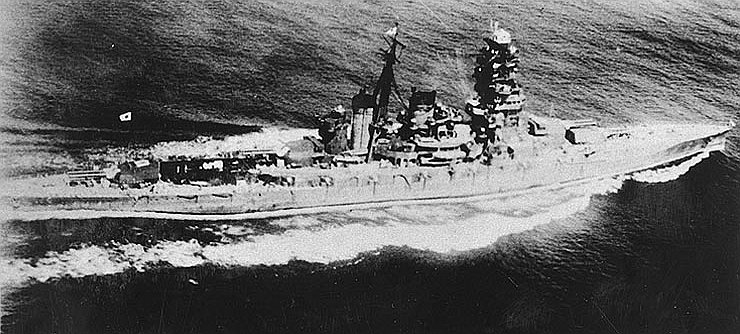
Линейный крейсер «Хиэй», июль 1942 г.

Согласно ограничениям Вашингтонского морского соглашения в 1929 г. преобразован в учебный артиллерийский корабль (снятие части котлов, брони, вооружения), но с сохранением возможности возвращения в строй, которая была использована в 1937 г. Погиб в боях за Гуадалканал.
«Кирисима»
После вступления в строй входил в состав Второго флота. В 1927-30 и 1935-36 годах прошёл две модернизации аналогичные «Конго». Входил в состав Ударного авианосного соединения при нападении на Пёрл-Харбор. В январе-феврале 1942 года входил в состав прикрытия авианосцев в ходе операций в южных морях. В марте-апреле 1942 года участвовал в рейде в Индийский океан. С августа 1942 года действовал в районе Гуадалканала. В ночном бою 13 ноября 1942 года повредил американские тяжёлые крейсера «Портленд» (Portland) и «Сан-Франциско» (San Francisco), но сам почти не пострадал. В ночь на 14 ноября 1942 года, в ходе очередного рейда к Гвадалканалу, «Кирисима», бывший флагманом японского (силы прикрытия конвоя, доставлявшего к месту высадки крупные сухопутные соединения японцев) соединения вступил в артиллерийскую дуэль с американскими линкорами «Южная Дакота» (South Dakota) и «Вашингтон», перегородив огромным корпусом узкий пролив, таким образом сосредоточив на себе основной огонь. «Кирисима» нанёс «Южной Дакоте» повреждения (попадание 1 снаряда, пронизал обе стороны комингса люка и сдетонировал при ударе о барбет. Пробоина в верхней палубе 0,914×3,048 м. Повреждены кожухи центрального и правого 16-дюймовых орудий башни ГК № 3. Уничтожены водо- и газоотражающие ограждения на 30 футах вокруг барбета. Главная бронепалуба отразила все осколки. Правая катапульта и несколько 20-мм автоматов повреждены), но сам был тяжело повреждён огнём линкора «Вашингтон» (Washington), подошедшего незамеченным на близкую дистанцию (3 мили). В «Кирисима» попало 9 406-мм и около 40 127-мм снарядов, корабль потерял управление, были разрушены две башни главного калибра, начались сильные пожары. Утром 15 ноября 1942 года командир приказал оставить корабль, который затонул в 5 милях от острова Саво. Погибло 1125 человек, спаслось около 300, тем не менее свою задачу крейсер выполнил: конвой беспрепятственно дошёл до места назначения. «Южная Дакота» после этого боя выбыл из строя на 14 месяцев, «Вашингтон» — на 1,5 месяца.
«Харуна»

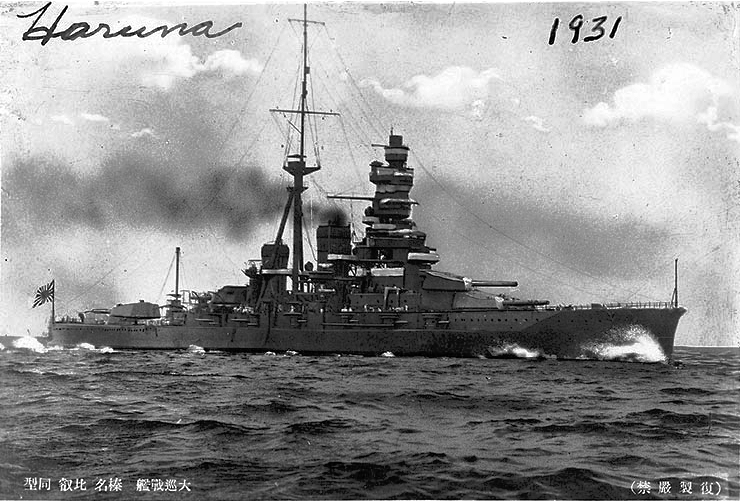
Линейный крейсер «Харуна», 1931 г.

В декабре 1941 года «Харуна» входил в состав сил дальнего прикрытия высадки японских войск в Малайе и на Филиппинах, а затем участвовал почти во всех главных битвах Тихоокеанской кампании. В июле 1945 года линкор был потоплен американской авиацией. В 1946 году «Харуна» был поднят и разрезан на металл.

## Оценка проекта
Оценка проекта «Конго» не может быть отделена от оценки линейных крейсеров как класса, так как эти корабли были построены в рамках классической концепции адмирала Фишера. Согласно идеям Фишера, линейные крейсера должны были выполнять функции вооружённой разведки, поддерживать лёгкие корабли и выступать в роли авангарда главных сил флота. Вплоть до 1916 года японские адмиралы могли с гордостью взирать на свои линейные крейсера, считавшиеся лучшими в мире. Результаты Ютландского боя, где линейные крейсера использовались в полном противоречии с данной концепцией и понесли тяжёлые потери, поставили крест на дальнейшем развитии класса. Немногие оставшиеся линейные крейсера подвергались многочисленным модернизациям, направленным прежде всего на устранение их главного недостатка — слабого бронирования. Не избежали этого и корабли типа «Конго». Двукратная модернизация повысила их боевые качества, но вертикальное бронирование оставалось слишком слабым, чтобы дать серьёзные шансы в бою с линкорами, что и подтвердилось в единственном столкновении кораблей этого типа с линейными кораблями американского флота, когда «Кирисима» был потоплен огнём линкора «Вашингтон».
Японское командование вполне сознавало слабость своих линейных крейсеров и использовало их в качестве расходного материала. Фактически именно линейные крейсера вплоть до 1944 года были единственной действительно активной частью линейных сил императорского флота. Следует признать, что до появления на Тихом океане современных американских линкоров они вполне справлялись со своими задачами, главной из которых являлось прикрытие быстроходных авианосцев. Гибель «Хиэй» объяснялась крайне неблагоприятной тактической обстановкой, но не недостатками самого корабля. Тем не менее, на втором этапе войны японское командование предпочитало держать уцелевшие линейные крейсера подальше от возможного столкновения с американскими линкорами и проявили они себя не слишком ярко, так же, как гораздо более сильные линкоры японского императорского флота.
Можно заключить, что явные недостатки типа «Конго» привели к парадоксальной ситуации. Самые слабые capital ships японского флота провели куда более яркую карьеру, чем линкоры, почти всю войну простоявшие в резерве. Как ни странно, но по критерию стоимость/эффективность линейные крейсера оказались самыми полезными из крупных артиллерийских кораблей Японии.